# Los Guerreros

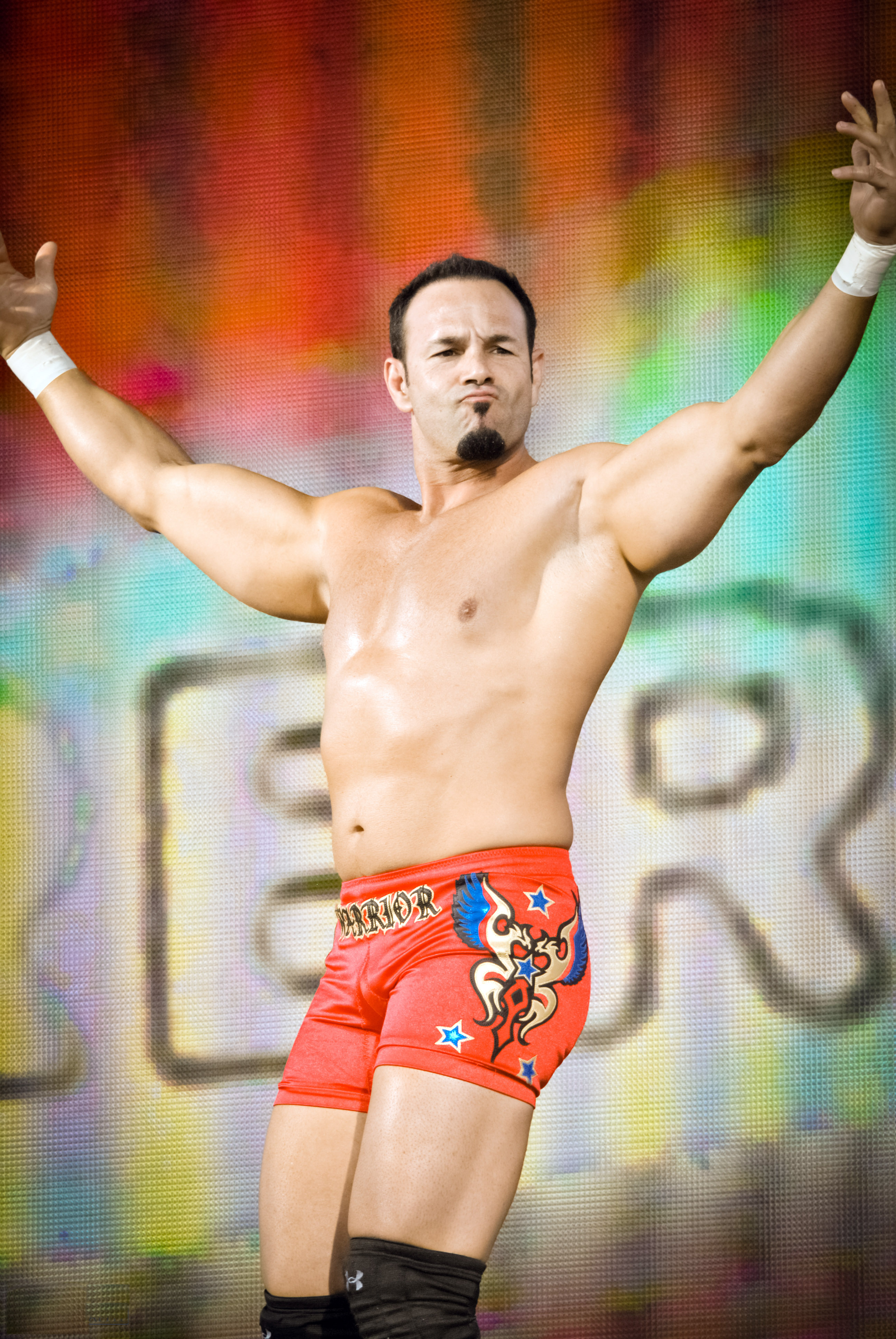
Photographie de Chavo Guerrero en 2010, lors de la WWE’s Tribute to the Troops

Los Guerreros est une famille de catcheurs américano-mexicains sur trois générations dont le patriarche, Gory Guerrero, a fait ses débuts le 15 septembre 1937. Les membres de cette famille ont tous travaillé pour différentes fédérations catch dont la World Wrestling Entertainment, la World Championship Wrestling, l'Extreme Championship Wrestling, la National Wrestling Alliance, la New Japan Pro Wrestling ou encore la All Japan Pro Wrestling. Le nom « Los Guerreros » est utilisé lorsque deux membres de la famille ou plus forment une équipe.

## La famille Guerrero
Gory Guerrero, le patriarche de la famille Guerrero, a été l'un des pionniers de la Lucha Libre mexicaine et a été crédité comme l'inventeur de la Camel clutch. Gory a épousé Herlina Yañez dont les trois frères, Enrique, Mario et Sergio Yañez étaient tous catcheurs professionnels (le fils de Enrique, Javier, était également catcheur professionnel). 	
Ensemble, Gory et Herlina ont eu 6 enfants, deux filles et quatre garçons, et tous les garçons ont tous fait carrière dans le catch professionnel :
- Chavo Guerrero Sr. : l'aîné qui a fait ses débuts en 1974 et a été actif jusqu'en 2004[3].
- Mando Guerrero : qui a également débuté en 1974 et a principalement travaillé en Californie avec l'American Wrestling Association dans les années 1980[4].
- Hector Guerrero : qui a fait ses débuts en 1977 et travaille actuellement à la Total Nonstop Action Wrestling[5].
- Eddie Guerrero : le plus jeune des frères Guerrero et aussi le plus connu, décédé en 2005[6],[7].

Le fils de Chavo, Chavo Guerrero, Jr., est également catcheur professionnel et a fait ses débuts en 1994 en tant que membre de la troisième génération des Guerrero et travaille actuellement à la TNA,.
Arbre généalogique de la famille Guerrero :
|                |                |                |                |                |                |  |  |                                |                                |                                |                                |                                |                                |  |  | Gory Guerrero (1921-1990) | Gory Guerrero (1921-1990) | Gory Guerrero (1921-1990) | Gory Guerrero (1921-1990) | Gory Guerrero (1921-1990) | Gory Guerrero (1921-1990) |  |  | Herlinda Yañez (1927-2023) | Herlinda Yañez (1927-2023) | Herlinda Yañez (1927-2023) | Herlinda Yañez (1927-2023) | Herlinda Yañez (1927-2023) | Herlinda Yañez (1927-2023) |  |  |                |                |                         |                         |                         |                         |                         |                         |                            |                            |                            |                            |                            |                            |                            |                            |  |  |                          |                          |                          |                          |                          |                          |  |  |  |  |  |  |  |  |
|                |                |                |                |                |                |  |  |                                |                                |                                |                                |                                |                                |  |  | Gory Guerrero (1921-1990) | Gory Guerrero (1921-1990) | Gory Guerrero (1921-1990) | Gory Guerrero (1921-1990) | Gory Guerrero (1921-1990) | Gory Guerrero (1921-1990) |  |  | Herlinda Yañez (1927-2023) | Herlinda Yañez (1927-2023) | Herlinda Yañez (1927-2023) | Herlinda Yañez (1927-2023) | Herlinda Yañez (1927-2023) | Herlinda Yañez (1927-2023) |  |  |                |                |                         |                         |                         |                         |                         |                         |                            |                            |                            |                            |                            |                            |                            |                            |  |  |                          |                          |                          |                          |                          |                          |  |  |  |  |  |  |  |  |
|                |                |                |                |                |                |  |  |                                |                                |                                |                                |                                |                                |  |  |                           |                           |                           |                           |                           |                           |  |  |                            |                            |                            |                            |                            |                            |  |  |                |                |                         |                         |                         |                         |                         |                         |                            |                            |                            |                            |                            |                            |                            |                            |  |  |                          |                          |                          |                          |                          |                          |  |  |  |  |  |  |  |  |
|                |                |                |                |                |                |  |  |                                |                                |                                |                                |                                |                                |  |  |                           |                           |                           |                           |                           |                           |  |  |                            |                            |                            |                            |                            |                            |  |  |                |                |                         |                         |                         |                         |                         |                         |                            |                            |                            |                            |                            |                            |                            |                            |  |  |                          |                          |                          |                          |                          |                          |  |  |  |  |  |  |  |  |
| Cuqui Guerrero | Cuqui Guerrero | Cuqui Guerrero | Cuqui Guerrero | Cuqui Guerrero | Cuqui Guerrero |  |  | Chavo Guerrero Sr. (1949-2017) | Chavo Guerrero Sr. (1949-2017) | Chavo Guerrero Sr. (1949-2017) | Chavo Guerrero Sr. (1949-2017) | Chavo Guerrero Sr. (1949-2017) | Chavo Guerrero Sr. (1949-2017) |  |  | Mando Guerrero (1952-/)   | Mando Guerrero (1952-/)   | Mando Guerrero (1952-/)   | Mando Guerrero (1952-/)   | Mando Guerrero (1952-/)   | Mando Guerrero (1952-/)   |  |  | Hector Guerrero (1954-/)   | Hector Guerrero (1954-/)   | Hector Guerrero (1954-/)   | Hector Guerrero (1954-/)   | Hector Guerrero (1954-/)   | Hector Guerrero (1954-/)   |  |  | Linda Guerrero | Linda Guerrero | Linda Guerrero          | Linda Guerrero          | Linda Guerrero          | Linda Guerrero          |                         |                         | Eddie Guerrero (1967–2005) | Eddie Guerrero (1967–2005) | Eddie Guerrero (1967–2005) | Eddie Guerrero (1967–2005) | Eddie Guerrero (1967–2005) | Eddie Guerrero (1967–2005) |                            |                            |  |  |                          |                          |                          |                          |                          |                          |  |  |  |  |  |  |  |  |
| Cuqui Guerrero | Cuqui Guerrero | Cuqui Guerrero | Cuqui Guerrero | Cuqui Guerrero | Cuqui Guerrero |  |  | Chavo Guerrero Sr. (1949-2017) | Chavo Guerrero Sr. (1949-2017) | Chavo Guerrero Sr. (1949-2017) | Chavo Guerrero Sr. (1949-2017) | Chavo Guerrero Sr. (1949-2017) | Chavo Guerrero Sr. (1949-2017) |  |  | Mando Guerrero (1952-/)   | Mando Guerrero (1952-/)   | Mando Guerrero (1952-/)   | Mando Guerrero (1952-/)   | Mando Guerrero (1952-/)   | Mando Guerrero (1952-/)   |  |  | Hector Guerrero (1954-/)   | Hector Guerrero (1954-/)   | Hector Guerrero (1954-/)   | Hector Guerrero (1954-/)   | Hector Guerrero (1954-/)   | Hector Guerrero (1954-/)   |  |  | Linda Guerrero | Linda Guerrero | Linda Guerrero          | Linda Guerrero          | Linda Guerrero          | Linda Guerrero          |                         |                         | Eddie Guerrero (1967–2005) | Eddie Guerrero (1967–2005) | Eddie Guerrero (1967–2005) | Eddie Guerrero (1967–2005) | Eddie Guerrero (1967–2005) | Eddie Guerrero (1967–2005) |                            |                            |  |  |                          |                          |                          |                          |                          |                          |  |  |  |  |  |  |  |  |
|                |                |                |                |                |                |  |  |                                |                                |                                |                                |                                |                                |  |  |                           |                           |                           |                           |                           |                           |  |  |                            |                            |                            |                            |                            |                            |  |  |                |                |                         |                         |                         |                         |                         |                         |                            |                            |                            |                            |                            |                            |                            |                            |  |  |                          |                          |                          |                          |                          |                          |  |  |  |  |  |  |  |  |
|                |                |                |                |                |                |  |  | Chavo Guerrero, Jr. (1970-/)   | Chavo Guerrero, Jr. (1970-/)   | Chavo Guerrero, Jr. (1970-/)   | Chavo Guerrero, Jr. (1970-/)   | Chavo Guerrero, Jr. (1970-/)   | Chavo Guerrero, Jr. (1970-/)   |  |  |                           |                           |                           |                           |                           |                           |  |  |                            |                            |                            |                            |                            |                            |  |  |                |                |                         |                         |                         |                         | Vickie Lara (1968-/)    | Vickie Lara (1968-/)    | Vickie Lara (1968-/)       | Vickie Lara (1968-/)       | Vickie Lara (1968-/)       | Vickie Lara (1968-/)       |                            |                            |                            |                            |  |  |                          |                          |                          |                          |                          |                          |  |  |  |  |  |  |  |  |
|                |                |                |                |                |                |  |  | Chavo Guerrero, Jr. (1970-/)   | Chavo Guerrero, Jr. (1970-/)   | Chavo Guerrero, Jr. (1970-/)   | Chavo Guerrero, Jr. (1970-/)   | Chavo Guerrero, Jr. (1970-/)   | Chavo Guerrero, Jr. (1970-/)   |  |  |                           |                           |                           |                           |                           |                           |  |  |                            |                            |                            |                            |                            |                            |  |  |                |                |                         |                         |                         |                         | Vickie Lara (1968-/)    | Vickie Lara (1968-/)    | Vickie Lara (1968-/)       | Vickie Lara (1968-/)       | Vickie Lara (1968-/)       | Vickie Lara (1968-/)       |                            |                            |                            |                            |  |  |                          |                          |                          |                          |                          |                          |  |  |  |  |  |  |  |  |
|                |                |                |                |                |                |  |  |                                |                                |                                |                                |                                |                                |  |  |                           |                           |                           |                           |                           |                           |  |  |                            |                            |                            |                            |                            |                            |  |  |                |                |                         |                         |                         |                         |                         |                         |                            |                            |                            |                            |                            |                            |                            |                            |  |  |                          |                          |                          |                          |                          |                          |  |  |  |  |  |  |  |  |
|                |                |                |                |                |                |  |  |                                |                                |                                |                                |                                |                                |  |  |                           |                           |                           |                           |                           |                           |  |  |                            |                            |                            |                            |                            |                            |  |  |                |                |                         |                         |                         |                         |                         |                         |                            |                            |                            |                            |                            |                            |                            |                            |  |  |                          |                          |                          |                          |                          |                          |  |  |  |  |  |  |  |  |
|                |                |                |                |                |                |  |  |                                |                                |                                |                                |                                |                                |  |  |                           |                           |                           |                           |                           |                           |  |  |                            |                            |                            |                            |                            |                            |  |  |                |                | Shaul Guerrero (1990-/) | Shaul Guerrero (1990-/) | Shaul Guerrero (1990-/) | Shaul Guerrero (1990-/) | Shaul Guerrero (1990-/) | Shaul Guerrero (1990-/) |                            |                            | Sherilyn Guerrero (1995-/) | Sherilyn Guerrero (1995-/) | Sherilyn Guerrero (1995-/) | Sherilyn Guerrero (1995-/) | Sherilyn Guerrero (1995-/) | Sherilyn Guerrero (1995-/) |  |  | Kaylie Guerrero (2002-/) | Kaylie Guerrero (2002-/) | Kaylie Guerrero (2002-/) | Kaylie Guerrero (2002-/) | Kaylie Guerrero (2002-/) | Kaylie Guerrero (2002-/) |  |  |  |  |  |  |  |  |

## Les équipes

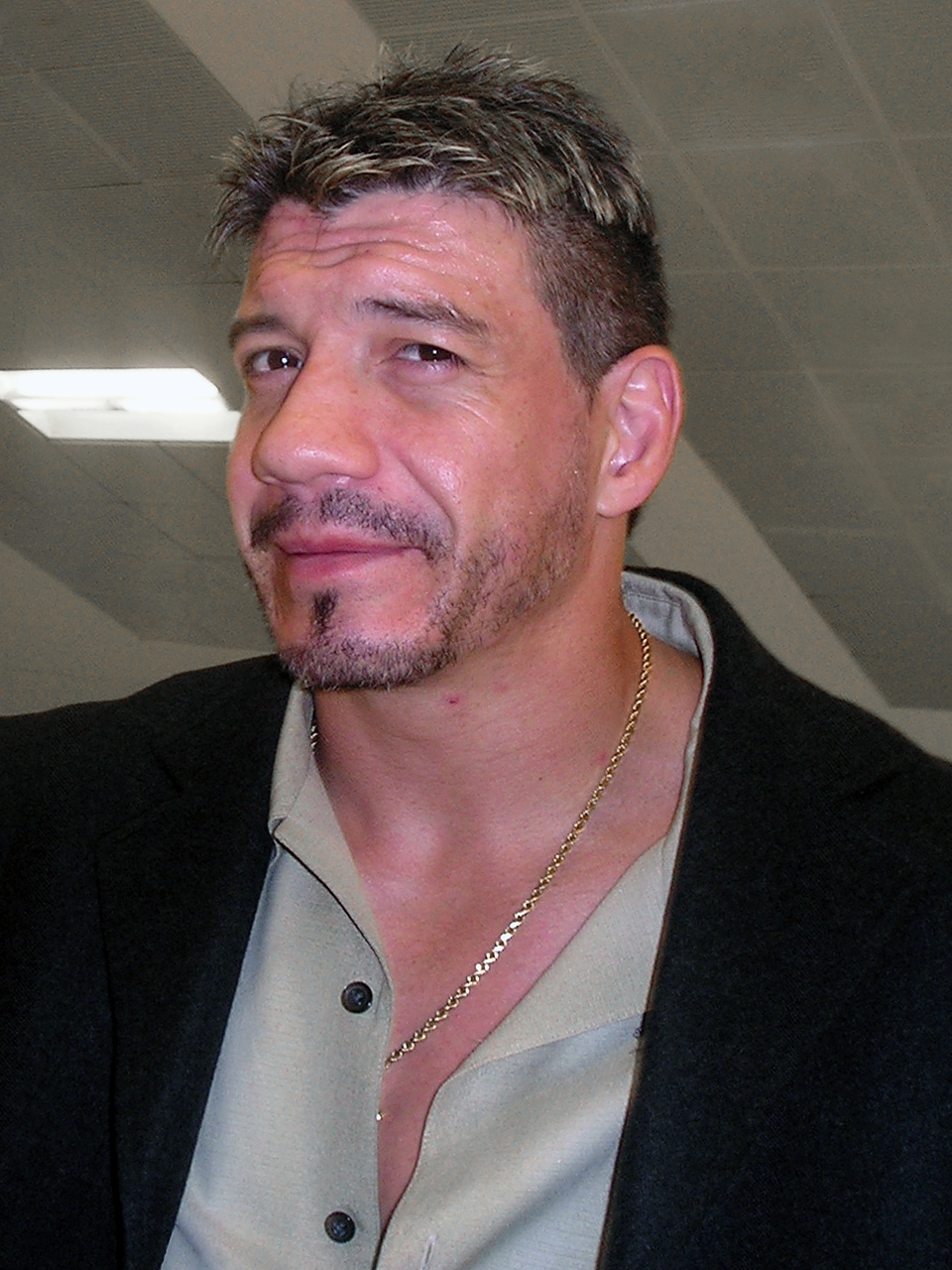
Eddie Guerrero, 2004.

### Los Guerreros (1976–1998)
En 1976, Chavo Guerrero Sr. forme une équipe avec son père, Gory Guerrero, à la World Wrestling Association (Los Angeles) (WWA). Ils sont alors les premiers membres de la famille Guerrero à former une équipe. Le 27 février, Chavo et Gory battent Karl Von Brauner and Senior X pour remporter le NWA Americas Tag Team Championship. Leur règne est de courte durée puisque le jour suivant, Roddy Piper et Crusher Verdu s'emparent du titre. Gory part alors en semi-retraite, mettant fin à l'équipe entre le père et le fils. Chavo commence alors à faire équipe avec d'autres catcheurs de la WWA dont Butcher Vachon et Victor Rivera avec qui ils gagnent plusieurs fois le titre dans les années 1980.
Chavo forme ensuite une nouvelle équipe avec son frère Hector Guerrero le 13 janvier 1978 lorsqu'ils battent Goliath et Black Gordman et remportent à nouveau le NWA Americas Tag Team Championship. Ils gardent le titre 3 semaines puis le perdent le 5 février face à Ron Bass et Dr. Hiro Ota. Chavo continue ensuite son succès à la WWA en solo tandis que Hector forme une équipe avec son frère aîné, Mando Guerrero, qui débute le 29 juin 1979, date à laquelle ils battent The Twin Devils à nouveau pour le titre de NWA Americas Tag Team Champions. Hector remportait ce titre pour la 4e fois, Mando pour la 3e et ensemble pour la première fois. Ils gagneront à nouveau ce titre ensemble  fois en 1979 et 1982.
Chavo et Hector se réunissent ensuite pour le Championship Wrestling from Florida (CWF) le 14 juillet 1984 et remportent le NWA Florida United States Tag Team Championship en battant Mike Rotunda et Barry Windham. Ils perdent le titre environ 3 mois plus tard face à Jim Neidhart et Krusher Khruschev (Barry Darsow) après quoi l'équipe se sépare. Chavo forment ensuite un trio avec ses frères Mando et Eddie Guerrero en 1989 à la World Wrestling Association du Mexique (WWA). Ensemble, ils remportent le WWA World Trios Championship le 30 avril 1989 face aux American Mercenaries (Bill Anderson, Louie Spicoli et Tim Patterson) qui leur prennent le titre le 28 juillet 1989.
Hector et Eddie ont ensuite formé une équipe en mai 1998 à la Pro Wrestling Federation (PWF) basée en Caroline où ils battent Super Ninja et Black Angel pour les titres de PWF Tag Team Champions,.

### Eddie et Chavo Jr. (2002–2004)
À la World Wrestling Entertainment (WWE), Eddie Guerrero et Chavo Guerrero Jr. forment l'équipe « Los Guerreros » à partir de 2002 après l'arrivée d'Eddie à SmackDown le 1er août 2002. Ils forment alors une équipe heel et s'associent pour le tournoi désignant les nouveaux WWE Tag Team champions. Ils défont Mark Henry and Rikishi pour une place en demi-finale où ils perdront face à Kurt Angle et Chris Benoit qui remporteront le tournoi face à Edge et Rey Mysterio devenant les premiers WWE Tag Team Champions. À Survivor Series 2002, Los Guerreros défont les équipes Benoit et Angle et Mysterio et Edge dans un 3-way tag team elimination match pour remporter leur premier WWE Tag Team Championship,. Ils conservent ensuite le titre à plusieurs reprises face à des équipes composées principalement d'Edge, Rey Mysterio, Kurt angle et Chris Benoit, et font un face-turn en entrant en rivalité avec John Cena et B-2 et Team Angle (Shelton Benjamin and Charlie Haas). Ils perdront leurs titres face à ces derniers le 6 février 2003 à SmackDown. Par la suite,Eddie & Chavo font souvent leur entrée avec leur low-rider une voiture qui monte et qui descend. Eddie fait ensuite équipe avec Tajiri pour remporter à nouveau la ceinture pendant que Chavo était arrêté à la suite d'une blessure. Chavo revient quelques mois plus tard alors q'Eddie Guerrero était WWE United States Champion et le 18 septembre lors d'une édition de SmackDown, ils battent The World's Greatest Tag Team (anciennement Team Angle) pour remporter leur deuxième WWE Tag Team Championship, ce qui fait d'Eddie Guerrero un double champion,. 
La semaine suivante ils conservent leurs ceintures face à Matt Hardy & Shannon Moore.
Ils perdent ensuite les ceintures face aux Basham Brothers le 23 octobre 2003 créant une rivalité de plusieurs mois entre les deux équipes puis entre Eddie et Chavo amenant à la séparation de l'équipe.
La rivalité se termine au Royal Rumble 2004 par une victoire de Eddie Guerrero.
Ils réapparaissent ensemble une dernière fois à Judgment Day 2005, où Chavo interfère dans le match entre Rey Mysterio et Eddie Guerrero.

### Chavo et Chavo Jr. (2004)
Après la séparation de l'équipe qu'il formait avec Eddie, Chavo Guerrero Jr. engage son père, Chavo Guerrero Sr. comme manager.

### Chavo Jr. et Vickie
La dernière équipe de Guerreros est composée de Chavo Guerrero Jr. et de la femme d'Eddie Guerrero, Vickie Guerrero (ils ne sont cependant pas appelés « Los Guerreros »). Vickie est alors valet de Chavo. Ils utilisent les mêmes techniques de tricherie que leurs aînés mais sans être aussi populaires qu'eux. En 2008, Chavo et Vickie forment une « famille élargie » avec le « fiancée » de Vickie, Edge, après qu'une de ses interventions a permis à Chavo de remporter l'ECW Championship. Ils sont alors appelés « La Familia » qui accueille également Curt Hawkins, Zack Ryder et Bam Neely, le garde du corps de Chavo.

## Championnats et accomplissements
- Championship Wrestling from Florida
  - 1 fois NWA Florida United States Tag Team Championship (Hector et Chavo en 1984[11])

- Pro Wrestling Federation (Caroline)
  - 1 fois PWF Tag Team Championship (Hector et Eddie en 1998[5],[6])

- World Wrestling Association (Los Angeles)
  - 5 fois NWA Americas Tag Team Championship (Chavo et Gory en 1976, Hector et Chavo en 1978, Hector et Mando en 1979 (2) et 1982)[10]

- World Wrestling Association (Mexique)
  - 1 fois WWA World Trios Championship (Chavo, Mando et Eddie en 1989[12])

- World Wrestling Entertainment
  - En commun
    - 2 fois WWE Tag Team Championship (Eddie et Chavo Jr. en 2002[18] et 2003[22])

  - Eddie Guerrero
    - 1 fois WWE Champion
    - 2 fois WWE/F Intercontinental Champion
    - 1 fois WWE United States Champion
    - 2 fois WWE European Champion
    - 2 fois WWE European Champion
    - 4 fois WWE Tag Team Championship
    - 6e WWE Grand Slam Champion
    - 11e WWE Triple Crown Champion
    - WWE Hall of Fame 2006

  - Chavo Guerrero, Jr.
    - 1 fois ECW Championship
    - 2 fois WWE Cruiserweight Championship

  - Chavo Guerrero, Sr.
    - 1 fois WWE Cruiserweight Championship

- Wrestling Observer Newsletter awards
  - Tag Team of the Year (2002) : Eddie et Chavo, Jr.